# Свети Спас (Лескоец)
„Свето Възнесение Господне“ или „Свети Спас“ (на македонска литературна норма: „Свети Спас“) е православна църква, разположена в село Лескоец, на около два километра от Охрид, Северна Македония. Църквата е издигната и изписана в 1462 година от жители на селото. Представлява еднокорабна сграда с полуокръжен свод и тристрана апсида. В 1898 година църквата е обновена и в надписа от тази година споменава и годината 1461/1462 като година на изграждането на църквата. В деветдесетте години на ХХ век църквата получава нов покрив, нов притвор и камбанария.
Църквата е еднокорабна сграда с тристранна апсида и полуобъл свод. При обновяването в 1898 г. е дозидан трем от западната и южната страна.
Живописта в църквата е добре запазена. Особено впечатляващи са композициите „Тайната вечеря“, „Миене на нозете“, „Причестяване на апостолите“ и сцените от „Мъките на Христос“. В църквата в цял ръст (подобно на охридсктата „Мали Свети Врачи“) в цяла фигура е представен и Свети Климент Охридски (на южната стена) с макета на града в ръце.
- Свети Климент Охридски
- Дейсис
- Дейсис
- Дейсис
- Тоде и булка Пулянови